# Хупа

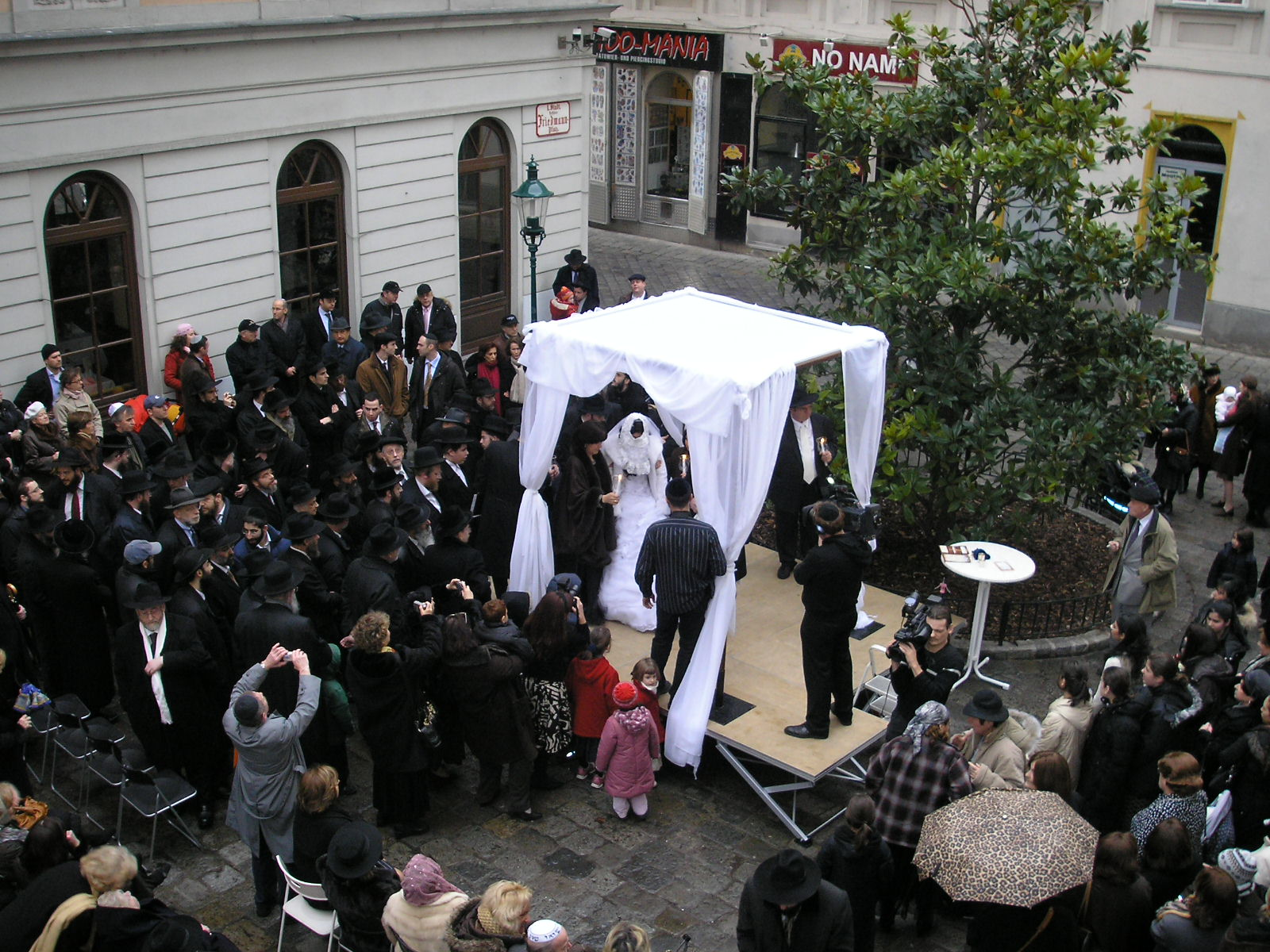
Ортодоксальная еврейская свадьба с хупой в первом округе Вены, рядом с Юденгассе, 2007 год

Ху́па́ (ударение на первый слог — в сефардском произношении, на второй — в ашкеназском; от др.-евр. חופה‬ — «балдахин; полог») — балдахин, под которым еврейская пара стоит во время церемонии своего бракосочетания, а также сама эта церемония. Хупа представляет собой ткань или простыню, натянутую или поддерживаемую над четырьмя шестами к четырём столбам (иногда используется сшитый талит из двух обычных, привязанный за цицит). Иногда хупу держат руками помощники, обслуживающие церемонию. Хупа символизирует будущий дом, который пара построит вместе (по другой трактовке — в который жених вводит невесту). Хотя еврейский брак считают действительным и в отсутствие хупы, её тем не менее считают основной составляющей еврейской свадьбы.
Согласно некоторым богословам для совершения нисуина пара должна встать под балдахином; существуют, однако, и другие взгляды.
Для традиционной еврейской свадьбы, особенно в каноне ортодоксального иудаизма, рекомендуют, чтобы непосредственно над ней было открытое небо. Если церемонию бракосочетания проводят в помещении, в зале, то иногда делают специальное отверстие, чтобы можно было открыть его во время церемонии. Многие хасиды предпочитают проводить всю церемонию на открытом воздухе. Говорят, что на церемонии присутствуют предки новобрачных.

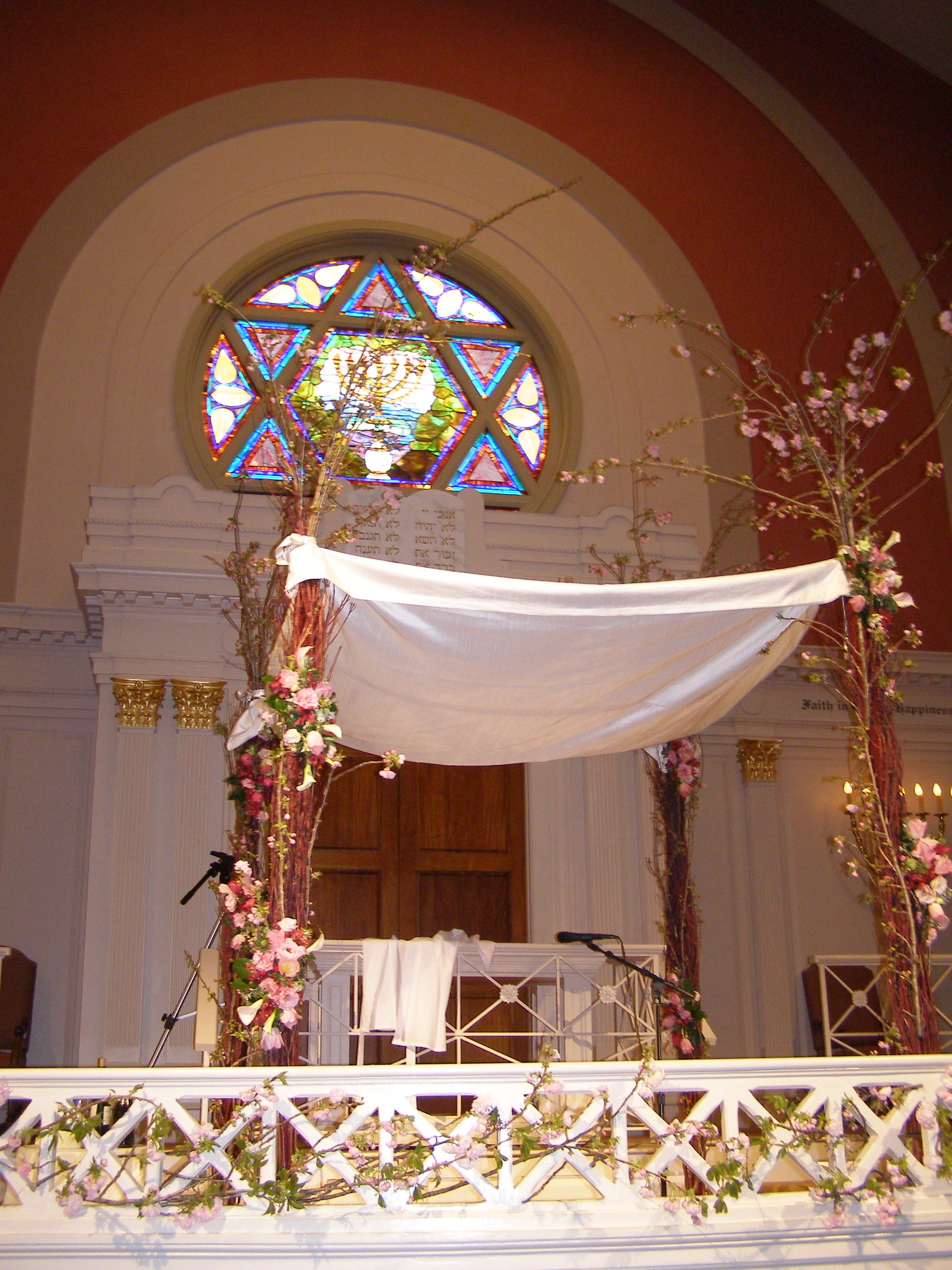
Хупа в синагоге на Шестой и Первой в Вашингтоне

## История
Слово «хупа» первоначально появляется в Танахе (Иоил. 2:16; Пс. 18:6). Абрахам П. Лох утверждает, что связь между термином «хупа» и церемонией бракосочетания «может быть прослежена до Библии», однако «физический внешний вид хупы и её религиозное значение претерпели с тех пор множество изменений».
В библейские времена пара консуммировала свой брак в шатре, который в талмудический период называли «хупой». В Вавилонском Талмуде имеется, однако, упоминание о свадебном балдахине (Гиттин 57 a), «в обычае было, когда рождался мальчик, сажать кедр и когда рождалась девочка — сажать сосну, а когда они женились, дерево срубали и из ветвей делали балдахин».
Еврейские бракосочетания состоят из двух частей — церемония обручения, известная как эрусин или киддушин и, собственно, церемония бракосочетания, известная как нисуин. Изначально 2 церемонии обычно совершали по отдельности. После первоначального обручения невеста жила со своими родителями вплоть до дня проведения церемонии фактического бракосочетания; церемония свадьбы происходила затем в комнате или шатре, который оборудовал для невесты жених. После церемонии невеста и жених проводили час вместе в обычной комнате, а затем невеста входила в хупу и после получения её разрешения жених присоединялся к ней.
В Средние века эти 2 этапа объединяли в одну церемонию и хупа утратила своё первоначальное значение, будучи заменена иными различными обычаями. Действительно, в послеталмудические времена использование покоя хупы сошло на нет; традиция, которая приобрела наибольшее распространение вместо этой, состояла в «выполнении всей объединённой церемонии под балдахином, к которому тогда стал применяться термин хупа и в восприятии вхождения невесты под балдахин как символа консуммации брака». Балдахин «вызывал ассоциацию с комнатой».

## Символика
Хупа олицетворяет еврейский дом, символизируемый тканевым балдахином и четырьмя столбами. Точно как хупа открыта со всех четырёх сторон, так и шатёр Авраама был открыт в знак гостеприимства. Таким образом хупа олицетворяет радушие по отношению к гостям. Этот «дом» изначально лишён мебели в напоминание о том, что основа еврейского дома — это живущие в нём люди, а не имущество. В духовном смысле покрывало хупы олицетворяет то, что брачный обет осенён Богом. Как кипа служила напоминанием о присутствии Бога надо всем сущим (а также символом отделённости для Бога), так хупа была воздвигнута с тем, чтобы обозначить, что церемония и институт брака имеет божественные истоки.
Жених первым входит под хупу; это означает, что он владеет домом от имени пары. Когда под хупу после этого заходит невеста, это означает, что жених как бы даёт ей кров или одежду, тем самым показывая свои новые обязанности по отношению к ней.